# 万年山古墳
万年山古墳（まんねんやまこふん）は、大阪府枚方市枚方上之町に所在した前方後円墳であった可能性が推定される古墳。1904年（明治37年）に銅鏡8面が出土して、古墳の存在が明らかとなった。万年寺山古墳（まんねんじやまこふん）ともいう。

## 概要
1904年（明治37年）、小学校の運動場を拡張する地均し工事中に、土中から大きな木板が掘り出され、その上に銅鏡と鉄刀などが載せられているのが発見された。この場所は万年寺と称する寺院があったので万年寺山と称されてきたが、古墳が存在することを伝える所伝等は全くなく、寺院の他、豊臣秀吉がここに茶屋御殿などを造ったと伝えられるので、これらの為に地形が著しく改変を蒙って、古墳本来の盛土の大部分が失われたと見られる。また工事中も埴輪や葺石なども認められなかったという。内部構造についても詳細は不明で、出土した木板は長さ3m余り、幅30cm余り、厚さは6cmあった。断面は内側に湾曲していたことから割竹形木棺の腐朽を免れた部分が出土したと考えられる。木棺の周囲に板石などを使用していた形跡がないことから、木棺を包んだ粘土槨があった可能性が高い。

### 出土銅鏡の内容と同笵鏡
銅鏡8面はすべて中国鏡で、その内容は、
1. 吾作銘四神四獣鏡（京都府椿井大塚山古墳出土の2面と同笵鏡である。また福岡県石塚山古墳出土の1面とも同笵）
2. 君宜官獣文帯三神三獣鏡（奈良県佐味田宝塚古墳出土の1面と同笵）
3. 有銘四神四獣鏡
4. 日月唐草文帯四神四獣鏡（静岡県経塚古墳出土鏡と同笵）
5. 波文帯竜虎鏡
6. 獣帯鏡
7. 獣帯鏡
8. 獣文帯神獣鏡

となっている。

### 築造時期
古墳の築かれた時期は副葬品の鏡に仿製鏡を含まず中国鏡ばかりの構成から、きわめて古い時期が考えられるが竪穴式石室を構築しないで粘土槨と木棺の組み合わせから4世紀の中頃の築造が想定されている。銅鏡8面は東京大学理学部人類学教室の保管となっている。
万年山古墳のあった場所は古墳発見の原因となった小学校が移転し、現在は意賀美神社の境内となっている。